# Hans Wich
Hans Wich (* 9. April 1929 in Bamberg; † 7. Mai 2019 ebenda) war ein deutscher römisch-katholischer Geistlicher und Domkapitular.

## Leben
Hans Wich studierte nach dem Besuch der Volksschule in Bug und des Franz-Ludwig-Gymnasiums Bamberg Philosophie und Theologie. 1954 empfing er die Priesterweihe. Wich war Seelsorger in verschiedenen Pfarrgemeinden in Burgebrach, Geiselwind und Kulmbach, zudem Dekan von Stadtsteinach und Kulmbach. Er war Diözesanrichter am Erzbischöflichen Offizialat, Ordinariatskanzler und Personalchef im Erzbistum Bamberg. 1982 wurde er Mitglied des Domkapitels am Bamberger Dom und von Erzbischof Elmar Maria Kredel zum Residierenden Domkapitular ernannt. 1999 ging er in den Ruhestand.
Von 1972 bis 2008 war er geistlicher Betreuer des katholischen DJK-Sportverbands und wurde als „Sportprälat“ betitelt. Zudem engagierte er sich jahrzehntelang für die Bamberger Krippenfreunde, die Mesnervereinigung sowie die Männerseelsorger im Erzbistum. Er war seit 1988 Präses der Marianischen Herren- und Bürgersodalität Bamberg.
Wich war Mitglied der katholischen Studentenverbindung der W.K.St.V. Unitas Henricia Bamberg im UV.

## Ehrungen und Auszeichnungen
- 1987 – Ernennung zum Päpstlichen Ehrenprälaten durch Papst Johannes Paul II.
- 2002 – Bundesverdienstkreuz 1. Klasse des Verdienstordens der Bundesrepublik Deutschland